# ثمال بن صالح بن مرداس
ثمال المرداسي:هو ثمال بن صالح بن مرداس أبو علوان، معز الدولة، من ملوك الدولة المرداسية بحلب.

## تاريخ
كان كريما وشجاعا ولي الملك سنة 434 هـ، أيام قيام دولة الفاطميين بمصر، فسير إليه الفاطميون ثلاثة جيوش قاتلها ثمال وردها، ثم كاتب المستنصر بالله الفاطمي وبعث إليه بهدايا ثمينة ونزل له عن حلب وسلمها إلى مكين الدولة الحسن بن علي بن ملهم، وقد ولاه المستنصر عاملا له عليها .
ورحل ثمال إلى مصر سنة 449 هـ وفي سنة 542 هـ ثار محمود بن نصر بن مرداس على مكين الدولة واستولى على حلب فعاد الفاطميون على ثمال يفاوضونه في استرداد حلب من ابن عمه محمد بن نصر، فزحف بجيش من مصر فملكها ثانية سنة 454 هـ واستتب له الأمر.
وفي سنة 454 هـ التقى معز الدولة مع ملك الروم في مدينة (ارتاح ) من أعمال حلب وانتصر عليه وغنم وسبى كثيرا حتى بيعت السرية الحسناء من الروم بمائة درهم، وبعدها بمدة توفي وخلفه أخوه عطية بن صالح .